# Bekräftelse (retorisk övning)
Bekräftelse (grekiska: kataskeue) är en retorisk teknik som används för att styrka ett påstående genom att ge det stöd och trovärdighet. Inom retoriken beskrivs bekräftelse som motsatsen till vederläggning (grekiska: anaskeue) och används för att befästa en tes snarare än att ifrågasätta den. Begreppet bekräftelse har beskrivits ingående av Afthonios, en antik retoriker som haft en central roll i retorik argumentation.

## Bekräftelse enligt Afthonios
Afthonios definierar bekräftelse som ett befästande av ett föreliggande påstående. Ordet befästande (grekiska: bebaiosis) är besläktat med ett adjektiv som betyder "fast" eller "stadig", vilket betonar att bekräftelse handlar om att slå fast något snarare än att beskriva det genom strikt logik. Tillvägagångssättet för bekräftelse skiljer sig från vederläggningens kritiska analys av argument.

## Metod för bekräftelse
Theon, en annan retoriker, säger att bekräftelse sker genom att hämta argument från motsatta argumentationsplatser (topoi). För den som bekräftar ett påstående gäller det att visa att det är klart och tydligt vad som avses och att det finns belägg och vittnesmål som stödjer att något har inträffat. Vidare bör man visa att det är sannolikt, bland annat genom att kunna påvisa ett motiv. Detta kan man göra om det finns konkreta förutsättningar, exempelvis ledtrådar, bevisande omständigheter eller naturlagar. Ett påstående är passande om det ansluter sig till rådande konventioner. Slutligen kan bekräftelse innebära att ett påstående är fördelaktigt, exempelvis om det gynnar den omtalade personen eller åhörarna. Bekräftelse har en konservativ funktion då den stärker rådande föreställningar snarare än att utmana den.

## Exempel från retorik
Exempel på bekräftelse kan återfinnas i myten om Dafnes förvandling till lagerträ. Att människor "faller" kan tolkas som att falla i strid eller att födas. Något som skapar en symbolisk koppling mellan Dafnes öde och mänskliga erfarenheter. Apollons koppling till lagerträdet gör berättelsen trovärdig eftersom lager ansågs ha en rituell betydelse i samband med gudsstyrkan. Därför kan Dafnes förvandling ses som en naturlig och passande händelse.

## Praktisk användning inom retorik
Bekräftelse tränar talare i att argumentera för och emot påståenden. Denna skicklighet var särskilt viktiga i juridiska och retoriska sammanhang, exempelvis vid rättegångar där man måste behärska tekniken att både styrka och ifrågasätta ett påstående beroende på situationen.